# Joe Sentieri
Rino Luigi (Joe) Sentieri (Genua, 3 maart 1925 - Pescara, 27 maart 2007) was een Italiaanse zanger en acteur.

## Carrière
Zijn eerste succes was het winnen van de televisiewedstrijd Canzonissima in 1959 met zijn versie van de hit Piove (Ciao, ciao bambina) van Domenico Modugno. In datzelfde jaar haalde hij een tweede en vijfde plaats met Ritroviamoci en Millioni di scintille in de Italiaanse ranglijsten. In 1960 won hij op het Festival van San Remo een derde plaats met Quando vien la sera. Dat lied werd tweede op de Italiaanse ranglijsten. Een andere succesnummer was E' mezzanotte dat nummer acht kwam te staan.
Waarschijnlijk is zijn bekendste Italiaanse hit Uno Dei Tanti, geschreven door Carlo Donida en Giulio Rapetti, die uitkwam in 1961. In 1963 vertaalden Jerry Leiber en Mike Stoller de tekst naar het Engels en brachten het nummer onder de naam I (Who have nothing) uit. Het werd een van de grootste hits en werd meer dan dertig keer gecoverd, onder andere door Tom Jones, Gladys Knight, Manfred Mann's Earth Band, Ben E. King, Sylvester James, Luther Vandross en Shirley Bassey.
In de 60'er en 70'er jaren speelde Sentieri ook in een aantal films, zoals Howlers of the Dock (1960) met Adriano Celentano en La moglie più bella (1970) met Ornella Muti.
Op 27 maart 2007 stierf hij aan een hersenbloeding in een ziekenhuis in Pescara. Hij liet zijn vrouw Dora en twee kinderen achter.

## Hits
- 1959: Piove (Ciao, ciao bambina)
- 1959: Ritroviamoci
- 1959: Millioni di scintille
- 1960: Quando vien la sera
- 1960: E' mezzanotte
- 1961: Uno Dei Tanti
- 1961: Exodus
- 1961: Libellule
- 1961: Lei
- 1962: Cipria di sole
- 1962: Tobia
- 1962: Come serenata
- 1963: I (Who have nothing)
- 1963: Fermate il mondo
- 1963: Quando ci si vuol bene... (come noi)